# Cryptanthus ubairensis
Espèce
Cryptanthus ubairensis est une espèce de plantes à fleurs de la famille des Bromeliaceae, endémique du Brésil et décrite en 1998 par la botaniste vénézuélienne Ivón Ramírez.

## Distribution
L'espèce est endémique de l'État de Bahia à l'est du Brésil.

## Description
Selon la classification de Raunkier, l'espèce est chamaephyte ou hémicryptophyte.